# Amazonas FC
Amazonas FC is een Braziliaanse voetbalclub uit Manaus in de staat Amazonas.

## Geschiedenis
De club werd in 2019 opgericht en nam meteen deel aan de Campeonato Amazonense Segunda Divisão. De club won de groepsfase en daarna ook de titelfinale tegen São Raimundo, waardoor ze promoveerden naar de hoogste klasse. Ook in de hoogste klasse kon de club goed mee aan en eindigde eerste in de groepsfase van het eerste toernooi en bereikte de finale, die ze verloren van Manaus. Tijdens het tweede toernooi brak de coronapandemie uit en werd de competitie stilgelegd. Amazonas stond na drie speeldagen tweede met zeven punten. Later werd beslist om de competitie voor dat jaar te annuleren. Nadat in de laatste maanden van 2020 vrijwel alle andere staatscompetities alsnog gespeeld werden beslisten ze in Amazonas ook om de competitie nog te spelen in februari 2021. De resultaten uit de eerste competitie werden echter volledig doorgestreept en er kwam een nieuwe, sterk afgeslankte competitie. Hier had de club pech en werd slechts derde in zijn groep. 
Meteen na de uitgeseld editie van 2020 begon de competitie van 2021 waar ze in de groepsfase tweede werden achter Manaus. In de kwartfinale verloren ze van São Raimundo, maar gelukkig was de regel dat de best geklasseerde club uit de eerste fase, buiten de finalisten, zich plaatste voor de nationale Série D, waarvoor de club zich dan plaatste. De club werd groepswinnaar en bereikte daarna zelfs de halve finale, die ze verloren van Pouso Alegre. Hierdoor promoveerde de club naar de Série C en is nog maar de tweede club uit de staat die daarin slaagde. In 2023 werd de club voor het eerst staatskampioen. Later dat jaar werd de club derde in de eerste fase van de Série C. In de tweede groepsfase begon de club met twee nederlagen maar won dan vier keer op rij en werd groepswinnaar. Na nog een titelfinale tegen Brusque FC te winnen promoveerde de club naar de Série B. Zo speelt in 2024 voor het eerst sinds 2006 nog eens een club uit Amazonas in de tweede klasse. 

## Erelijst
Campeonato Amazonense
2023
Série C
2023
Amazonas ·
América Mineiro · 
Athletic · 
Athletico Paranaense ·
Atlético Goianiense · 
Avaí ·
Botafogo-SP ·
Chapecoense · 
Coritiba ·
CRB · 
Criciúma ·
Cuiabá ·
Ferroviária · 
Goiás ·
Novorizontino ·
Operário Ferroviário ·
Paysandu ·
Remo · 
Vila Nova ·  
Volta Redonda